# Мазинг, Оскар
Оскар Хьюго Георг Мазинг (Масинг) (нем. Oskar Hugo Georg Masing; 24 марта 1874, Аренсбург, Лифляндская губерния — 1 января 1947, Таннрода) — филолог-германист, доцент в Институте Гердера (Рига).

## Биография
Оскар Хьюго Георг Мазинг родился 24 марта 1874 года на территории Российской империи в семье отставного офицера Русской императорской армии. Из-за разорения родителей Мазинг получал стипендию, которая позволила ему в 1893 году стать студентом медицинского факультета Дерптского университета: учебу не закончил. Являлся членом студенческого братства «Baltische Corporation Fraternitas Rigensis». Долгое время работал домашним учителем в Курляндии, после чего, с 1903 по 1906 год, изучал филологию в Лейпциге, где защитил диссертацию — стал кандидатом филологических наук. После этого Мазинг работал в Риге в качестве старшего учителя в ряде школ, а затем — стал доцентом в рижском Институте Гердера (Herder-Institut Riga).

## Работы

### Словарь
После Первой мировой войны Масинг руководил изданием всеобъемлющего словаря «балтийского немецкого» (Deutschbaltischen Wörterbuches): проект был завершен к 1939 году, но книга уже не могла быть напечатана по политическим причинам. Во время Втором мировой война все исследовательские материалы были утеряны.

### Изданные
- Serbische Trochäen eine Stiluntersuchung. R. Voigtländer, Leipzig 1906.
- Quellenbuch für den Unterricht in der deutschen Literaturgeschichte. G. Neuner, Riga 1913.
  - Bd. 1: Von Leibniz bis Gessner.
  - Bd. 2: Von Klopstock bis zum Sturm und Drang.
  - Bd. 3: Zeitalter der Aufklärung und Empfindsamkeit, 2 Teilbände.
- Das Kinematographenunwesen: Einblicke und Ausblicke. Vortrag, gehalten am 20. September 1913 in der Gesellschaft für Kommunale Sozialpolitik in Riga. Häcker, Riga 1913.
- Совместно с Paul Merker, Reinhard Buchwald, Walther Hofstaetter (Hrsg.): Probefahrten. Erstlingsarbeiten aus dem Deutschen Seminar in Leipzig. R. Voigtländer, Leipzig 1922.
- Baltisches Deutsch. Aus der Arbeit am Deutschbaltischen Dialektwörterbuch. Überreicht von der Gesellschaft für Geschichte und Altertumskunde zu Riga. Teubner, Leipzig 1923.
- Niederdeutsche Elemente in der Umgangssprache der baltischen Deutschen. G. Löffler, Riga 1926.
- Aus der Backstube. Ein Beitrag zur baltischen Volkskunde. Löffler, Riga 1931.
- Volkslieder der baltischen Deutschen im 19. Jahrhundert. Plates, Riga 1937.